# West Hawk Lake
West Hawk Lake är en sjö i Kanada.   Den ligger i provinsen Manitoba, i den sydöstra delen av landet, 1 500 km väster om huvudstaden Ottawa. West Hawk Lake ligger 330 meter över havet.
I omgivningarna runt West Hawk Lake växer i huvudsak blandskog. Trakten runt West Hawk Lake är nära nog obefolkad, med mindre än två invånare per kvadratkilometer.